# Sicilija
Sicilija (italijansko: Sicilia [siˈtʃiːlja]; sicilijansko: Sicilia [sɪˈʃiːlja]) je največji otok v Sredozemskem morju. Leži južno od Apeninskega polotoka, od katerega (natančneje Kalabrije) jo ločuje ozek Mesinski preliv. Otoška znamenitost je Etna, najvišji delujoči ognjenik v Evropi in eden najbolj aktivnih na svetu. Otok ima tipično sredozemsko podnebje.
Administrativno je Sicilija ena od 20 italijanskih dežel, oziroma ena od petih dežel s posebnim statutom, z glavnim mestom Palermo. Na otoku živi 5 milijonov prebivalcev. 

## Geografija
Sicilija je otok s približno trikotno obliko, zaradi česar so jo antični Grki imenovali Trinakria (treis = tri, àkra = rt). Na severovzhodu jo od Kalabrije in celine ločuje Mesinski preliv, širok približno 3 km na severu in približno 16 km v južnem delu. V zračni črti sta severna in južna obala dolgi vsaka približno 280 km, medtem ko vzhodna obala meri približno 180 km; skupna dolžina obale je ocenjena na 1484 km. Skupna površina otoka je 25.711 km2. Z geografske perspektive je del Sicilije tudi malteško otočje. Avtonomna dežela Sicilija pa seveda ne vključuje Malte, temveč zavzema Egadske in Eolske otoke, Pantellerio ter Lampeduso) in ima površino 27.708 km2.
Teren celinske Sicilije je večinoma hribovit (61,4 % ozemlja) in se intenzivno obdeluje, kjer je to mogoče. Ob severni obali so gorske verige Madonie z najvišjim vrhom Pizzo Carbonara (1977 m), Nebrodi (1800 m) in Peloritani (1300 m), ki so podaljšek celinskih Apeninov. Stožec Etne dominira na vzhodni obali. Na jugovzhodu ležijo gore Iblei (1000 m).   V središču otoka so gore Erei, kjer na 948 m nmv leži mesto Enna. Na zahodu je prav tako gorato, tu so gore Sicani, z najvišjim vrhom Cammarata (1580 m), ter manjše vzpetine, ki obkrožajo Palermo. Ravnine zavzemajo samo 14,1 % ozemlja in so v glavnem tri: Catanijska nižina (430 km², 60 m), Gelina ravan (250 km², 40 m) in Conca d’Oro okoli Palerma (100 km², 20 m).
Etna je najvišja gora v Italiji južno od Alp. Trenutno je visoka 3329 metrov, čeprav se to spreminja z izbruhi na vrhu: zdaj je 21 m nižja kot leta 1981. Pokriva površino 1190 km2 z bazalnim obsegom 140 km. Zaradi tega je največji evropski vulkan in daleč najvišji od treh aktivnih vulkanov v Italiji, saj je približno dvainpolkrat višja od Vezuva. Etna velja za kulturni simbol in ikono Sicilije.
- Etna se dviga nad Catanio

### Geologija
Geologija Sicilije beleži trk Evrazijske in Afriške plošče med zahodno subdukcijo Afriške plošče od poznega oligocena.
Severni del otoka je del iste tektonske plošče kot kontinentalna Italija, južni del pa Afriške plošče. Zaradi podrivanja te pod Evrazijsko ploščo, je nastal hribovit relief, ki je seizmično zelo aktiven.
Pred 5,96 do 5,3 milijona let, v obdobju messinija (zadnja faza miocena), je bilo Sredozemlje izolirano od Atlantskega oceana, verjetno zaradi povečane tektonske aktivnosti. Sredozemsko morje je hitro izparevalo, kar je privedlo do povečane koncentracije soli (salinizacija), to pa do nalaganja karbonatov in sulfatov na morskem dnu.
Zaradi položaja Evrazijske in Afriške tektonske plošče je vse področje  podvrženo močnim vulkanskim aktivnostim. Na Siciliji in okoliških manjših otokih je nekaj aktivnih vulkanov, ki so trenutno mirujoči. Gora Etna pa še vedno pogostoma bruha ali izloča pepel nad otok, kar je posebno škodljivo za mesinsko letališče, ki mora zaradi tega večkrat prekiniti vsak promet. Aktivni vulkani so poleg Etne še Stromboli in Vulcano na Siciliji ter Vezuv na celini.
Eolsko otočje na severu Sicilije in zahodno od celinske Italije, je vulkanski kompleks in vključuje Stromboli. V Tirenskem morju, nedaleč od sicilske obale, je tudi pomembna veriga večjih podmorskih ognjenikov. Trenutno delujejo tudi trije manjši vulkani, in sicer Vulcano, Vulcanello in Lipari, čeprav slednji običajno miruje. Ob južni obali Sicilije, v Mesinskem prelivu, se je v 19. stoletju pojavil nov otok Ferdinandea, ki je danes le nekaj metrov pod morsko površino; je del večjega vulkana Empedocles, ki je nazadnje izbruhnil leta 1831. Leži med obalo Agrigenta in otokom Pantelleria (ki je tudi sam mirujoč vulkan).

#### Rudarstvo
Sicilija je znana po nekdanji proizvodnje žvepla, ki je bila v 19. stoletju velikega gospodarskega pomena. Pridobivanje žvepla v okrožjih Enna in Caltanissetta je bilo aktivno do polovice 20. stoletja, ko so bili rudniki ukinjeni in zapuščeni. Žveplo so pridobivali na več načinov, vključno z ogrevanjem, taljenjem in hlajenjem polčistega žvepla v različnih pristopih, skupaj imenovanih sicilska metoda. Glavne rude so bile sedimentne žveplove usedline, ki so nastale med obdobjem messinijske salinizacije, pri čemer so se debele plasti evaporitov, vključno z mavcem in drugim uparjenim žveplom, nalagale v osrednji sicilski bazen, ko je bilo območje nad morsko gladino. Ta izvorna žvepla so povezana s sekundarnimi karbonati in naj bi nastala z intenzivno mikrobno redukcijo sulfata, pri kateri mikroorganizmi 'vdihnejo' sulfat namesto kisika za anaerobno dihanje.

### Otoki
Pred severno obalo Sicilije leži Eolsko otočje (Isole Eolie), ki se imenujejo tudi Liparsko otočje, po največjem otoku Lipari v tej otočni skupini. Ostali otoki so: Salina, Vulcano, Stromboli, Panarea, Filicudi in Alicudi, na severozahodu tudi otok Ustica. Okoli zahodnega vrha otoka Sicilije je Egadsko otočje (Isole Egadi): Favignana, Marettimo in Levanzo, med južno obalo in obalo Tunizije so otoki Pantelleria in Pelagijsko otočje (Isole Pelagie): Lampedusa, Lampione in Linosa.

### Reke
Otok odmaka več rek, ki večinoma tečejo skozi osrednje območje in vstopajo v morje na jugu otoka. Salso (dolga 144 km) teče skozi dele Enne in Caltanissette, preden se v pristanišču Licata izliva v Sredozemsko morje. Na vzhodu je Alcantara (52 km), ki teče mdr. skozi Alcantarski vintgar ter provinco Messina z izlivom pri Giardini Naxos ter druga najdaljša, Simeto (113 km), ki se izliva v Jonsko morje južno od Catanie. Pomembnejši reki na otoku sta še Belice (107 km) in Platani (103 km) na jugozahodu; druge so: Dittaino (105 km), Gornalunga (81 km), Gela (74 km), Salso Cimarosa (72 km), Torto (58 km), Irminio] (57 km), Dirillo (54 km), Verdura (53 km), Tellaro (45 km), Anapo (40 km).
- reka Simeto
- Simeto blizu Saracenskeha mostu
- reka Alcantara
- Kanjon reke Alcantara

### Podnebje
Sicilija ima tipično sredozemsko podnebje z milimi in mokrimi zimami ter vročimi, suhimi poletji z zelo spremenljivimi vmesnimi letnimi časi. Na obalah, zlasti na jugozahodu, na podnebje vplivajo afriški tokovi in poletja so lahko zelo vroča.
Sicilijo vidimo kot otok toplih zim. Sneži nad 900–1000 metri. Gore v notranjosti, zlasti Nebrodi, Madonie in Etna, uživajo polno gorsko podnebje, pozimi pa tudi močne snežne padavine. Vrh Etne je običajno zasnežen od oktobra do maja.
Po drugi strani pa zlasti poleti ni nenavaden pojav toplega vetra, ki donaša tudi peščeni prah iz Sahare. Padavin je malo, v nekaterih provincah se voda pojavlja le občasno.
Po podatkih Regionalne agencije za odpadke in vode je 10. avgusta 1999 vremenska postaja Catenanuova (EN) zabeležila najvišjo temperaturo 48,5 °C. Skupna letna količina padavin je zelo spremenljiva, na splošno se povečuje z višino, saj je npr Etna več mesecev letno debelo pokrita s snegom. Na splošno južna in jugovzhodna obala prejme najmanj padavin (manj kot 50 cm), največ pa severno in severovzhodno visokogorje (več kot 100 cm).

## Rastlinstvo in živalstvo
Sicilija je pogosto citiran primer krčenja gozdov, ki ga je povzročil človek in se je zgodil že od rimskih časov, ko je bil otok spremenjen v kmetijsko regijo. To je podnebje postopoma sušilo, kar je povzročilo upadanje padavin in izsuševanje rek. Osrednje in jugozahodne province so praktično brez gozdov. Na severni Siciliji so trije pomembni gozdovi; blizu gore Etna, v gorah Nebrodi in v naravnem rezervatu Bosco della Ficuzza blizu Palerma. Regionalni park Nebrodi, ustanovljen 4. avgusta 1993, ki zajema 86.000 hektarjev, je največje zavarovano naravno območje Sicilije in vsebuje največji gozd na Siciliji, Karonija. Kostanj stotih konjev (italijansko Castagno dei Cento Cavalli; sicilsko Castagnu dî Centu Cavaddi) ) v kraju Sant'Alfio, na vzhodnih pobočjih Etne, je  največji in najstarejši kostanj na svetu (med 2000 in 4000 let).
Na Siciliji živijo najrazličnejše divje živali. Omembe vredne so na primer: evropska divja mačka (Felis silvestris), navadna lisica, mala podlasica, kuna zlatica, srnjad, koza girgentana, divja svinja, afriški ježevec (Hystrix cristata), rjavoprsi jež, navadna krastača, laški gad, planinski orel, sokol selec, smrdokavra in polojnik.
Naravni rezervat Zingaro je eden najboljših primerov neokrnjene obalne divjine na Siciliji.
V okoliških vodah, vključno z Mesinskim prelivom, živijo različne vrste ptic in morskih živali, vključno z večjimi vrstami, kot so plamenci in brazdasti kit.

### Parki in rezervati
Na Siciliji so štirje naravni regionalni parki in več naravnih rezervatov in drugih zavarovanih območij.
Naravni regionalni parki
- Parco dei Nebrodi
- Parco dell'Etna
- Parco delle Madonie
- Parco fluviale dell'Alcantara.

Nekateri naravni rezervati so
- Riserva naturale speciale Lago di Pergusa
- Riserva naturale Oasi Faunistica di Vendicari
- Riserva naturale orientata dello Zingaro
- Riserva naturale Fiume Ciane e Saline di Siracusa
- Riserva naturale Oasi del Simeto
- Riserva naturale orientata Biviere di Gela
- Riserva naturale orientata Cavagrande del Cassibile
- Riserva naturale integrale Macalube di Aragona
- Riserva naturale della Foce del Fiume Irminio

- Monreale
- Ragusa
- Segesta
- Selinunt
- Agrigento
- Vulcano
- Noto

## Načrtovanje mostu
Načrti za most, ki bi povezal Sicilijo s celino, obstajajo že od leta 1865. V zadnjem desetletju so se razvijali načrti za cestno in železniško povezavo s celino prek najdaljšega visečega mostu na svetu, mostu čez Mesinski preliv. Načrtovanje projekta je v zadnjih nekaj letih doživelo več lažnih zagonov. 6. marca 2009 je vlada Silvia Berlusconija razglasila, da se bodo gradbena dela na mostu v Messini začela 23. decembra 2009 in napovedala obljubo v višini 1,3 milijarde evrov kot prispevek k skupnim stroškom mostu, ocenjenih na 6,1 milijarde evrov. Načrt so kritizirala okoljska združenja in nekateri lokalni Siciljci in Kalabrijci, zaskrbljeni zaradi njegovega vpliva na okolje, ekonomske trajnosti in celo možnih infiltracij organiziranega kriminala.

## Unescova dediščina
Na Siciliji je sedem mest Unescove svetovne dediščine. Po vrstnem redu vpisa:
- Dolina templjev (Valle dei Templi) (1997) je eden najodličnejših primerov velikogrške umetnosti in arhitekture ter je ena glavnih znamenitosti Sicilije in nacionalni spomenik Italije. Lokacija je v Agrigentu.[19]
- Villa Romana del Casale (1997) je rimska vila, zgrajena v prvi četrtini 4. stoletja in oddaljena približno 3 km od mesta Piazza Armerina. Vsebuje najbogatejšo, največjo in najbolj zapleteno zbirko rimskih mozaikov na svetu.[20]
- Eolsko otočje (2000) je vulkansko otočje v Tirenskem morju, poimenovano po polbogu vetrov Eolu. Poleti je turistična destinacija, ki letno privabi do 200.000 obiskovalcev.[21]
- Pozno baročna mesta Val di Noto (2002) »predstavljajo vrhunec in končni razcvet baročne umetnosti v Evropi«.[22] Vključuje več mest: Caltagirone, Militello v Val di Catania, Catania, Modica, Noto, Palazzolo Acreide, Ragusa in Scicli.
- Nekropola Pantalika (2005) je velika nekropola na Siciliji z več kot 5000 grobnicami od 13. do 7. stoletja pred našim štetjem. Sirakuze so znane po svoji bogati grški zgodovini, kulturi, amfiteatrih in arhitekturi. So na jugovzhodni strani Sicilije.
- Etna (2013) je eden najbolj aktivnih ognjenikov na svetu in je v skoraj stalnem stanju dejavnosti in je ustvaril mite, legende in naturalistična opazovanja iz grške, keltske in rimske klasike in srednjeveške dobe.[23]
- Arabsko-normanski Palermo in stolnici Cefalù in Monreale; vključuje vrsto devetih civilnih in verskih struktur iz obdobja normanskega kraljestva Sicilije (1130–1194).[24]

### Lokacije na poskusnem seznamu
- Taormina in Isola Bella;[25]
- Motya in Libeo Island: feničansko-punska civilizacija v Italiji.[26]
- Scala dei Turchi;[27]
- Mesinski preliv;[28]

## Arheološka najdišča
Ker so otok poselila, napadla ali prevladala številna ljudstva različnih kultur, ima Sicilija ogromno raznovrstnih arheoloških najdišč. Na Siciliji so tudi nekateri najpomembnejši in najbolje ohranjeni templji in druge zgradbe grškega sveta. Tu je kratek seznam glavnih arheoloških najdišč:
- Sicele / Sikani / Elimijci / Grki: Segesta, Eriks, Cava Ispica, Thapsos, Nekropola Pantalika;
- Grki: Sirakuze, Agrigento, Segesta, Selinunt, Gela, Kamarina, Himera, Megara Hibleja, Naksos, Herakleja Minoja;
- Feničani: Motija, Soluntum, Marsala, Palermo;
- Rimljani: Piazza Armerina, Centuripe, Taormina, Palermo;
- Arabci: Palermo, Mazara del Vallo.

Izkopavanje in obnova enega najbolj znanih arheoloških najdišč na Siciliji, Doline templjev v Agrigentu, je vodil arheolog Domenico Antonio Lo Faso Pietrasanta, peti vojvoda Serradifalco, ki ga v arheoloških krogih imenujejo preprosto Serradifalco. Nadzoroval je tudi obnovo starodavnih najdišč v Segesti, Selinuntu, Sirakuzah in Taormini.

## Gradovi
Na Siciliji je več sto gradov, med najpomembnejšimi pa so:
| Pokrajina                     | Grad                            | Občina              |
| ----------------------------- | ------------------------------- | ------------------- |
| Caltanisetta                  | Castello Manfredonico           | Mussomeli           |
| Caltanisetta                  | U Cannuni                       | Mazzarino           |
| Caltanisetta                  | Castelluccio di Gela            | Gela                |
| Catania                       | Castello Ursino                 | Catania             |
| Catania                       | Castello Normanno               | Adrano              |
| Catania                       | Castello Normanno               | Paternò             |
| Catania                       | Castello di Aci                 | Aci Castello        |
| Enna                          | Castello di Lombardia           | Enna                |
| Metropolitansko mesto Messina | Forte dei Centri                | Messina             |
| Metropolitansko mesto Messina | Castello di Milazzo             | Milazzo             |
| Metropolitansko mesto Messina | Castello di Federico II.        | Montalbano Elicona  |
| Metropolitansko mesto Messina | Castello di Sant'Alessio Siculo | Sant'Alessio Siculo |
| Metropolitansko mesto Messina | Castello di Pentefur            | Savoca              |
| Metropolitansko mesto Messina | Castello di Schisò              | Giardini Naxos      |
| Metropolitansko mesto Palermo | Zisa, Palermo                   | Palermo             |
| Metropolitansko mesto Palermo | Castello di Caccamo             | Caccamo             |
| Metropolitansko mesto Palermo | Castello di Carini              | Carini              |
| Metropolitansko mesto Palermo | Castello dei Ventimiglia        | Castelbuono         |
| Ragusa                        | Castello di Donnafugata         | Ragusa              |
| Ragusa                        | Torre Cabrera                   | Pozzallo            |
| Ragusa                        | Castello Dei Conti              | Modica              |
| Syracusa                      | Castello Maniace                | Sirakuze            |
| Trapani                       | Castello di Venere              | Erice               |
| Trapani                       | Grad grofov Modice (Alcamo)     | Alcamo              |
| Trapani                       | Castle of Calatubo              | Alcamo              |